# Golfe de Tadjoura
Golfe de Tadjourah
Pour les articles homonymes, voir Tadjourah.
Le golfe de Tadjoura ou golfe de Tadjourah  est une partie du golfe d'Aden. Ce petit espace maritime est entièrement bordé par la république de Djibouti. Sa limite orientale correspond à une ligne imaginaire joignant le ras Bir au nord à l'île Ouaramous (ou Biley Blax Island), au sud. Cette île est située à 7,5 kilomètres au sud-sud-est de la ville de Djibouti. Le golfe inclut le Ghoubbet-el-Kharab, une baie située dans sa partie ouest. L'ensemble est formé par l'ouverture du rift est-africain.

## Géographie
Le golfe occupe une superficie de 1 862 km2. Sa profondeur maximale atteint 1 094 mètres au nord de l'île Moucha. Il mesure 86 kilomètres d'ouest en est (entre le fond du Ghoubbet et la sortie du golfe), sur 50 kilomètres du nord au sud (du ras Bir à Ouaramous). Dans l'Est du golfe sont situées les îles Moucha et Maskali (de). Vers l'ouest, à l'entrée du Ghoubbet-el-Kharab, se trouve une petite île, Abou Maya (de).
Les villes riveraines sont Djibouti, Tadjoura et Obock.